# Æthelric II
Pour les articles homonymes, voir Æthelric.
Æthelric est un prélat anglais mort vers 1076. Moine au prieuré Christ Church de Cantorbéry, il est sacré évêque de Selsey en 1058. Il est déposé pour des raisons inconnues en 1070 et emprisonné par le roi Guillaume le Conquérant. Considéré comme un expert en droit anglo-saxon, il est tiré de sa prison quelques années plus tard pour témoigner au procès de Penenden Heath (en).

## Biographie
Avant de devenir évêque, Æthelric est moine au prieuré Christ Church de Cantorbéry. Il faut peut-être l'identifier à un autre moine de Cantorbéry nommé Æthelric. Cet Æthelric, un membre de la famille de Godwin de Wessex, est élu archevêque de Cantorbéry par ses pairs en 1050, mais le roi Édouard le Confesseur refuse d'entériner cette élection, souhaitant voir l'évêque de Londres Robert de Jumièges occuper ce poste,. Au-delà de leurs noms identiques (Æthelric est un nom assez courant à l'époque), l'injustice ressentie lors de sa déposition en 1070 et son grand âge en 1076 constituent des arguments en faveur de cette identification.
Æthelric est sacré évêque de Selsey en 1058 par l'archevêque de Cantorbéry Stigand, le successeur de Robert de Jumièges. Le numéro « II » lui est attribué a posteriori pour le distinguer d'un autre Æthelric, évêque de Selsey de 1032 à 1038.
Le 24 mai 1070, Æthelric est déposé par un concile tenu à Windsor auquel assiste notamment le légat pontifical Ermenfroi de Sion. L'ancien évêque est emprisonné à Marlborough et remplacé par Stigand (un homonyme de l'archevêque). Les raisons de sa déposition sont inconnues. L'archevêque Stigand tombe en disgrâce au même moment, mais l'autre évêque sacré par Stigand, Siward de Rochester, ne connaît pas le même sort. Æthelric ne semble pas avoir été réputé pour son amoralité. S'il était effectivement apparenté à la maison de Godwin, il est possible que le roi Guillaume le Conquérant ait craint une rébellion de sa part, sachant que c'est vers cette même période que la mère et la sœur d'Harold Godwinson se réfugient en Flandre. Bien que le pape Alexandre II ne considère pas sa déposition comme canonique et écrive au successeur de Stigand, Lanfranc, pour exiger le rétablissement d'Æthelric et l'organisation d'une enquête, un second concile organisé à Winchester le 1er avril 1076 vient confirmer les décisions de 1070.
Æthelric ne semble jamais avoir récupéré son diocèse. Il est tiré de sa prison pour témoigner au procès de Penenden Heath (en), qui se déroule entre 1072 et 1076 pour trancher la querelle opposant Odon de Bayeux à l'archevêque Lanfranc,. Le vieil évêque est alors si âgé qu'il doit être conduit au procès en chariot, mais il reste le meilleur spécialiste en droit anglo-saxon du royaume. Il est vraisemblablement mort peu après.